# Кундуакан (муниципалитет)
Кундуака́н (исп. Cunduacán) — муниципалитет в Мексике, в штате Табаско, с административным центром в одноимённом городе. Численность населения, по данным переписи 2020 года, составила 137 257 человек.

## Общие сведения
Название Cunduacan происходит от майянских слов: cum-ua-can, которые можно перевести как: горшки, кукуруза и змеи.
Площадь муниципалитета равна 598,7 км², что составляет 2,4 % от общей площади штата, а наиболее высоко расположенное поселение Кукуюлапа находится на высоте 18 метров.
Он граничит с другими муниципалитетами штата Табаско: на севере с Комалькалько и Хальпа-де-Мендесом, на востоке с Накахукой, на юге с Сентро, на западе с Карденасом, а также на юге граничит с другим штатом Мексики — Чьяпасом.

## Учреждение и состав
Муниципалитет был образован 18 декабря 1883 года, по данным 2020 года в его состав входит 116 населённых пунктов, самые крупные из которых:
| Код INEGI                  | Населённый пункт                                                                    | Численность населения (2005 год) | Численность населения (2010 год) | Численность населения (2020 год) |
| -------------------------- | ----------------------------------------------------------------------------------- | -------------------------------- | -------------------------------- | -------------------------------- |
| 006                        | Всего                                                                               | 112036                           | 126416                           | 137257                           |
| 0001                       | Кундуакан (исп. Cunduacán) 18°03′55″ с. ш. 93°10′27″ з. д. (административный центр) | 17423                            | 19824                            | 21003                            |
| 0044                       | Онсе-Фебреро-1 (исп. Once de Febrero 1ra. Sección) 18°06′05″ с. ш. 93°19′29″ з. д.  | 7232                             | 8000                             | 5814                             |
| 0028                       | Уиманго (исп. Huimango) 18°08′02″ с. ш. 93°09′48″ з. д.                             | 3739                             | 4158                             | 4574                             |
| 0016                       | Кукуюлапа (исп. Cucuyulapa) 17°59′25″ с. ш. 93°15′22″ з. д.                         | 3688                             | 4120                             | 4320                             |
| 0032                       | Либертад (исп. Libertad) 18°10′50″ с. ш. 93°22′11″ з. д.                            | 3532                             | 3885                             | 4025                             |
| 0024                       | Уакапа-и-Аместой (исп. Huacapa y Amestoy) 18°03′09″ с. ш. 93°11′54″ з. д.           | 2234                             | 2146                             | 3122                             |
| 0007                       | Карлос-Ровироса (исп. Carlos Rovirosa (Tulipán)) 18°06′50″ с. ш. 93°17′56″ з. д.    | 2584                             | 2676                             | 3008                             |
| 0142                       | Ла-Плайита (исп. La Playita) 18°06′01″ с. ш. 93°20′18″ з. д.                        | —                                | —                                | 2656                             |
| 0023                       | Грегорио-Мендес (исп. Gregorio Méndez) 18°02′49″ с. ш. 93°04′52″ з. д.              | 1844                             | 2434                             | 2591                             |
| —                          | Прочие                                                                              | 69760                            | 79173                            | 86144                            |
| Названия на карте Генштаба |                                                                                     |                                  |                                  |                                  |

## Экономическая деятельность
По статистическим данным 2000 года, работоспособное население занято по секторам экономики в следующих пропорциях:
- сельское хозяйство, животноводство и рыбная ловля — 42 %;
- промышленность и строительство — 16,7 %;
- торговля, сферы услуг и туризма — 39,3 %;
- безработные — 2 %.

Основными видами деятельности в Кундуакане считаются сельское хозяйство и животноводство. Также развито производство масла.

## Инфраструктура
По статистическим данным 2020 года, инфраструктура развита следующим образом:
- электрификация: 99,4 %;
- водоснабжение: 50,6 %;
- водоотведение: 96,4 %.

## Фотографии

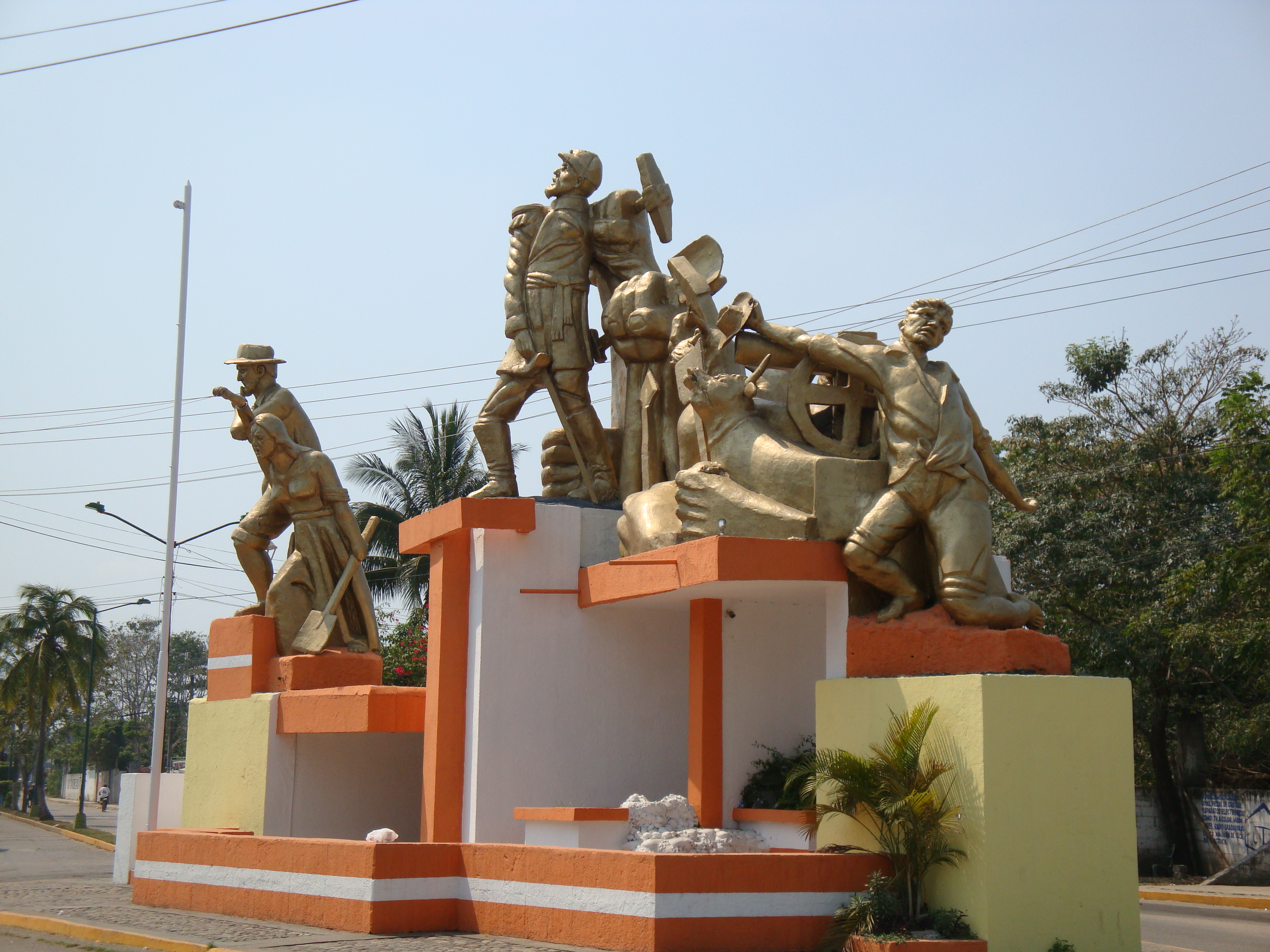
Монумент в честь победы над французскими оккупантами
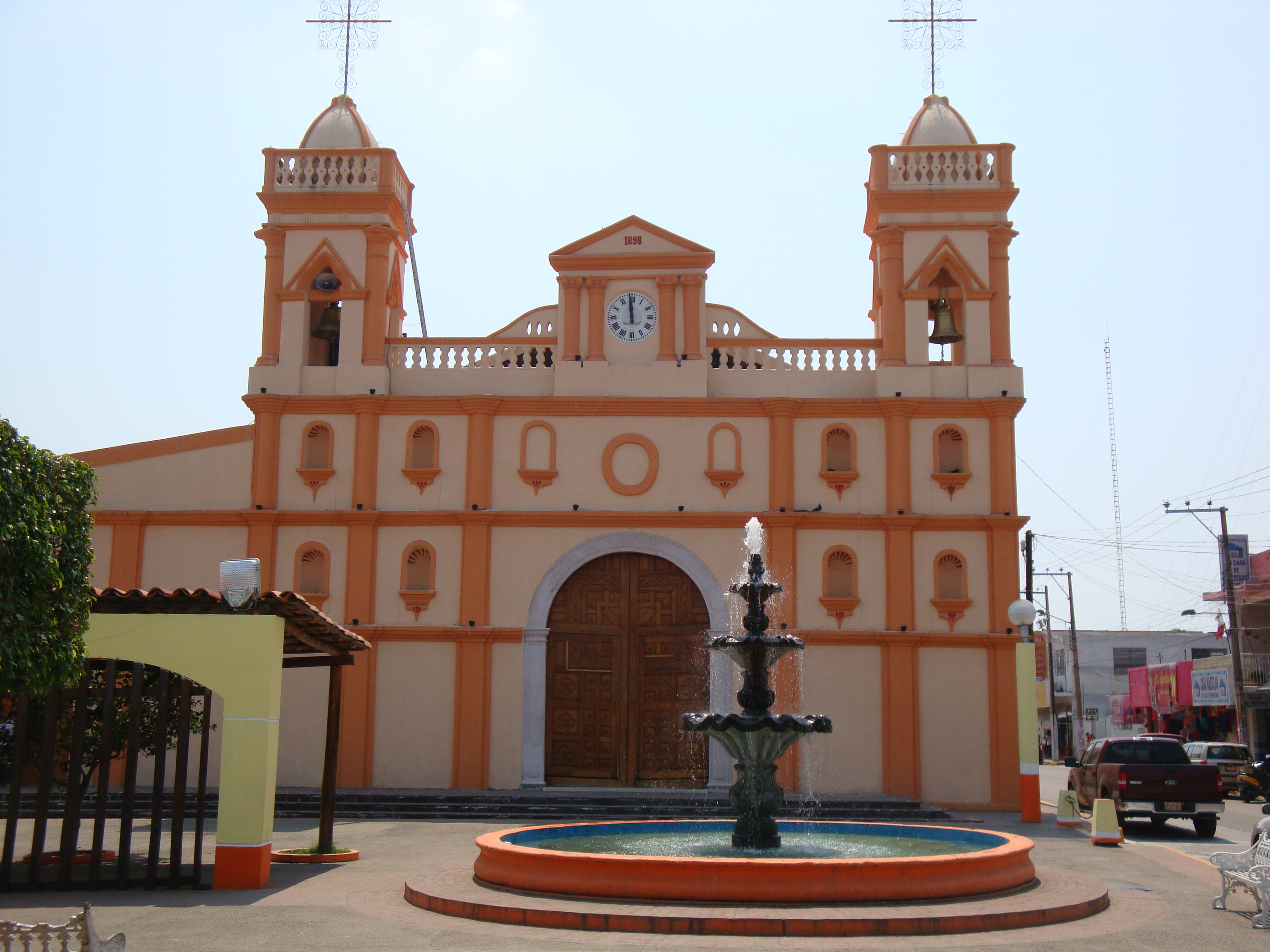
Церковь Богоматери (XVIII век)
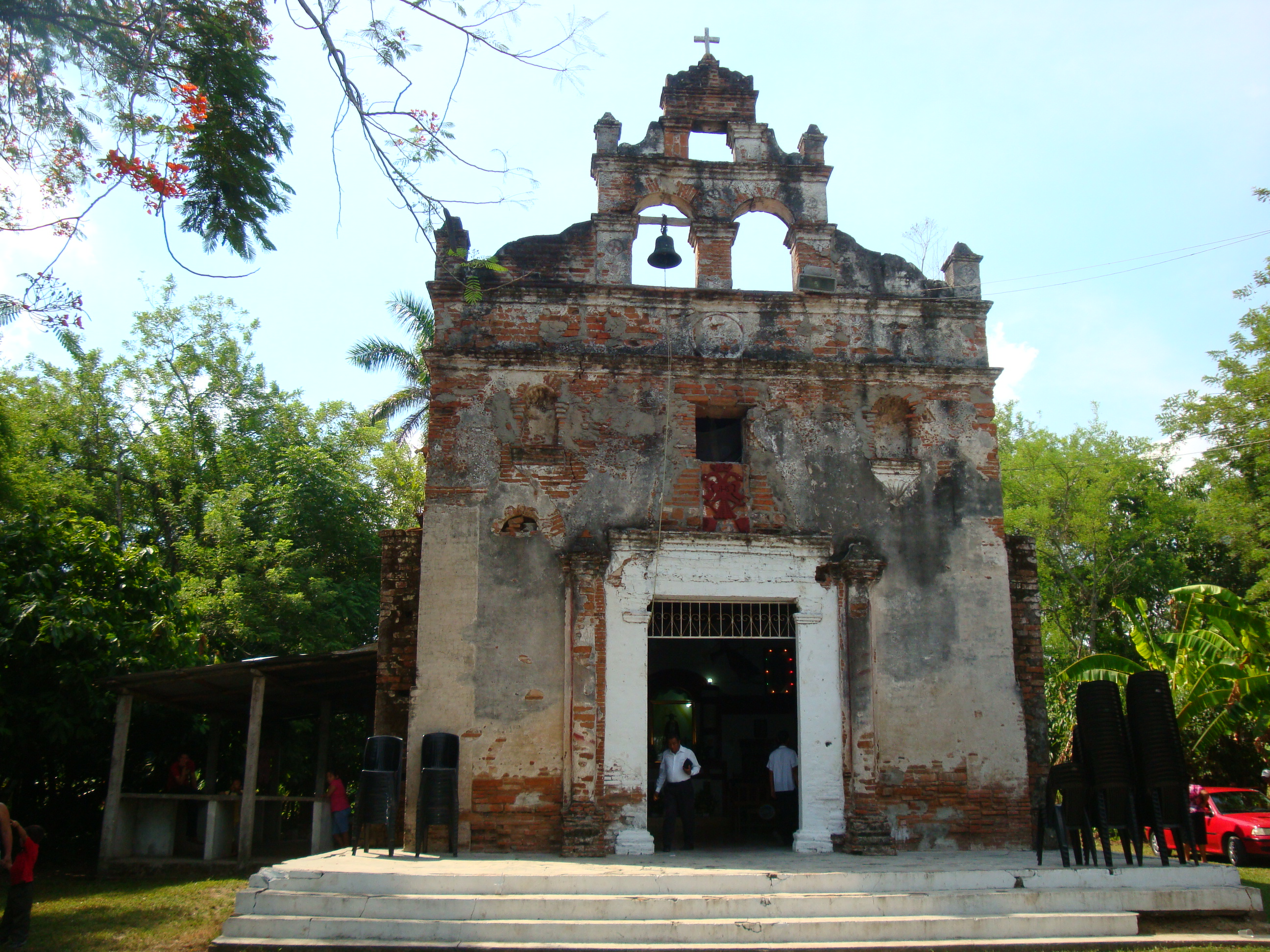
Церковь в Лас-Мирандильясе